# Comuna Țareuca, Rezina
Comuna Țareuca este o comună din raionul Rezina, Republica Moldova. Este formată din satele Țareuca (sat-reședință) și Țahnăuți.

## Demografie
Conform datelor recensământului din 2014, comuna are o populație de 2.627 de locuitori. La recensământul din 2004 erau 3.112 locuitori.

## Administrație și politică
Componența Consiliului local Țareuca (11 consilieri), ales la 5 noiembrie 2023, este următoarea:
|  | Partid                                       | Consilieri | Componență | Componență | Componență | Componență | Componență |
|  | -------------------------------------------- | ---------- | ---------- | ---------- | ---------- | ---------- | ---------- |
|  | Partidul Acțiune și Solidaritate             | 5          |            |            |            |            |            |
|  | Platforma Demnitate și Adevăr                | 3          |            |            |            |            |            |
|  | Partidul Socialiștilor din Republica Moldova | 3          |            |            |            |            |            |